# Bakonykoppány
Bakonykoppány es un pueblo ubicado en el distrito de Pápa, en el condado de Veszprém, Hungría.

## Superficie
Posee una superficie de 6,830 kilómetros cuadrados.

## Demografía
Hasta 2019 la población era de 207 habitantes, con una densidad de población de 30,31 habitantes por kilómetro cuadrado.